# Alció sargantaner
L'alció sargantaner (Todiramphus saurophagus) és una espècie d'ocell de la família dels alcedínids (Alcedinidae) que habita boscos, manglars i costes de les Moluques Septentrionals, illes Raja Ampat, nord de Nova Guinea, i els arxipèlags de Louisiade, D'Entrecasteaux, Bismarck i Salomó.